# قرار مجلس الأمن التابع للأمم المتحدة رقم 1782
قرار مجلس الأمن التابع للأمم المتحدة رقم 1782، المتخذ بالإجماع في 29 أكتوبر 2007.

## القرار
بعد أن قرر مجلس الأمن أن الوضع في كوت ديفوار لا يزال يشكل تهديدًا للسلم والأمن الدوليين في المنطقة، جدد مجلس الأمن حتى 31 تشرين الأول / أكتوبر 2008 حظر الأسلحة والماس الخام الذي فرضه على البلد، وكذلك التدابير المحددة الهدف، مثل قيود السفر وتجميد الأموال، ضد أفراد معينين.
اتخذ المجلس القرار - الذي قدمته فرنسا - بموجب الفصل السابع من ميثاق الأمم المتحدة، ومدد ولاية فريق الخبراء الذي أنشأه لرصد العقوبات وإدارة قائمة الأفراد رهنا بتدابير السفر والتدابير المالية، على النحو المنصوص عليه في القرارين 1572 (2004) و1643 (2005).
وبموجب شروط أخرى، سيستعرض المجلس التدابير المتجددة في ضوء التقدم المحرز في تنفيذ الخطوات الرئيسية لعملية السلام على النحو المشار إليه في القرار 1765 (2007) المؤرخ 16 تموز / يوليو. سيجري المجلس مراجعة مؤقتة بمجرد تنفيذ الأطراف لاتفاق واغادوغو السياسي بالكامل وبعد إجراء انتخابات رئاسية وتشريعية مفتوحة وحرة ونزيهة وشفافة، ولكن في موعد أقصاه 30 أبريل 2008.

## روابط خارجية
- نص القرار في undocs.org